# Mine lunge

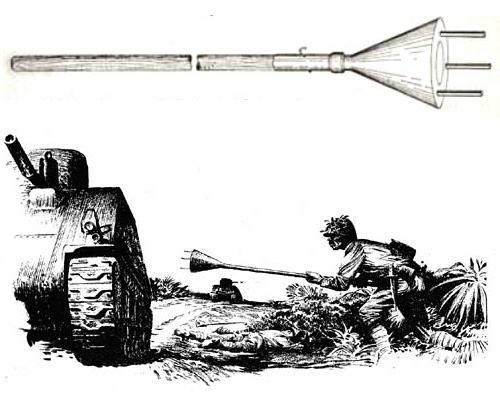
Illustration américaine (mars 1945) d'une Lunge mine et de son utilisation.

La mine lunge, en anglais lunge mine (du terme (en) d'escrime signifiant coup droit ou coup d'estoc), en japonais 刺突爆雷, shitotsu bakurai (traduisible approximativement par mine-pique ou charge-poignardant, et littéralement épine-tonnerre), est une arme-suicide antichar japonaise de la Seconde Guerre mondiale. Elle se compose d'une charge creuse fixée au bout d'un pieu brandi par le soldat kamikaze, la pression sur le blindage ennemi entraînant la détonation par contact de la charge explosive ; s'ensuit probablement la perforation de la paroi blindée et la mort de l'assaillant. Son utilisation effective, début 1945 lors des combats de la guerre du Pacifique, tout au moins dans les Philippines, paraît certifiée mais est au mieux anecdotique. Elle aurait été employée ensuite par l'armée viêt-minh lors de la guerre d'Indochine et demeure l'arme antichar individuelle la plus risquée pour son utilisateur.

## Composition et usage
L'arme est décrite dans l'Intelligence bulletin de mars 1945 : sur une épaisse perche de bois (voire de bambou) d'environ 1,5 à 1,8 mètre, est enchâssée une charge conique en tôle (5,3 kg) contenant 2,9 kg d'explosifs. Une goupille à la base du cône prévient les explosions et trois tiges métalliques de 13 cm surmontent la charge creuse, le dard explosif de l'effet Munroe devant se former en retrait de la paroi.
Après dégoupillage et à l'issue de son assaut, le soldat plaque les trois protubérances sur le blindage et exerce une dernière pression : le pieu force une sécurité dans le cône et enfonce le percuteur sur le détonateur. Sur une surface blindée plane, l'arme est créditée de 150 mm de pénétration, et encore 100 mm avec une inclinaison de 30°, ce qui en fait la munition antichar la plus performante de l'armée de terre japonaise.
La mine lunge est une réalisation induite par l'esprit militaire japonais d'offensive emphatique et de sacrifice de soi, ainsi que par le manque de réponse face à la puissance matérielle de l'adversaire. Un document japonais mentionne de « grimper volontairement sur un tank et y jeter des grenades ou poignarder l'équipage ». Il s'agit bien ici de « poignarder » le blindé avec un explosif, le dard de la charge creuse correspondant au terme 刺. Aussi simple soit-elle, et en l'absence de lanceur type panzerfaust ou bazooka, cette arme peut répondre à une problématique tactique : l'infanterie d'accompagnement ennemie a des chances d'abattre un casseur de char avant qu'il ne parvienne à appliquer sa charge sur la paroi du char ; le détenteur d'une lunge mine, tapis sous la végétation ou dans un trou, dispose d'une allonge et peut bondir vers le char à deux ou trois mètres de lui pour le détruire dans la seconde.

## Réalité historique

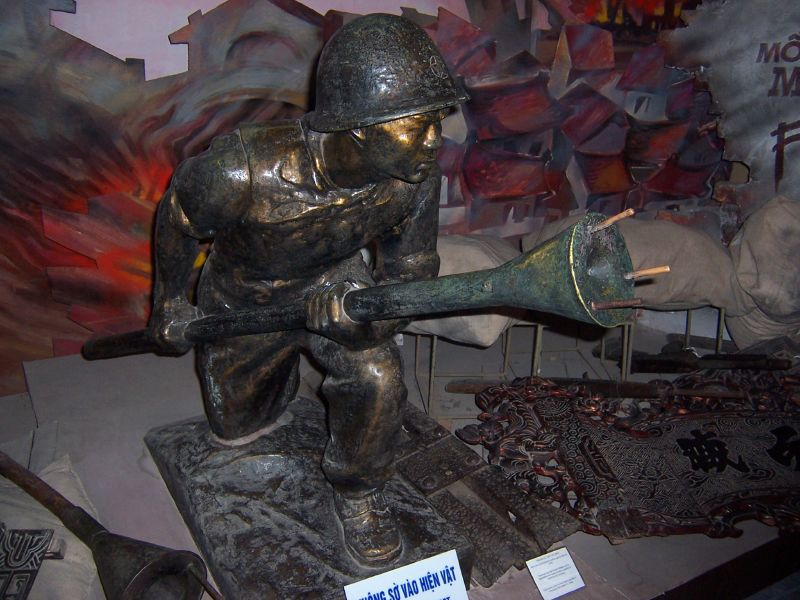
Statue d'un soldat Viet-Minh empoignant une mine lunge.

Spectaculaire et radical autant que rudimentaire, l'engin est relativement surreprésenté dans la littérature de vulgarisation militaire. L'arme semble bien avoir été imaginée et définie par l'Institut de Technologie de l'armée (ja), la réalisation étant confiée aux ateliers locaux ; la fabrication est attestée pour les troupes stationnées dans l'archipel des Philippines, présumée à Okinawa, voire à Saipan, Iwo-Jima et en Chine. Des essais ont eu lieu à Manille, puis des mines lunge ont été capturés dans l'archipel philippin par les troupes américaines, en particulier lors des combats de Leyte. Le rapport de mars 1945, soit après la bataille, stipule bien qu'aucun blindé n'a été détruit par cette arme, qui n'a peut-être été construite artisanalement qu'en une poignée d’exemplaires. Toutefois, le témoignage dessiné d'un combattant dépeint la destruction par lunge mine d'un M7 Priest lors des combats de Luçon en janvier 1945.
Certains amateurs d'histoire militaire sur la Toile cautionnent sa présence à Okinawa, et plus rarement en Chine et Mandchourie, soutenus en cela par l'article (en) anti-tank grenade :

« La deuxième grenade antichar japonaise - une arme suicide - a été surnommée la « lunge mine ». Cette arme était une très grande ogive HEAT sur un bâton de cinq pieds. Le soldat chargeait le tank ou une autre cible, ce qui brisait un fil de cisaillement et permettait au percuteur d'avoir un impact sur l'amorce et de faire exploser la charge creuse, détruisant le soldat et la cible. Bien que rudimentaire, la mine japonaise avait six pouces (150 mm) de pénétration, la plus grande pénétration de toutes les grenades anti-char de la Deuxième Guerre mondiale.
L'armée des États-Unis a d'abord rencontré la grenade antichar lancée à la main en 1944, aux Philippines (certains pensent qu'elles ont été fabriquées localement). La « lunge mine » postérieure est apparue au cours de l'invasion américaine de Saipan et de l'invasion ultérieure d'Okinawa. Des dizaines de milliers de ces engins simples ont été produits et délivrés aux unités régulières et aux milices des îles nationales avant la fin de la guerre. »

Malheureusement, il ne semble pas qu'il y ait de preuve, témoignage ou photographie, de sa présence sur le territoire japonais, ni d'unité Tokkōtai terrestre, et les directives japonaises n'en font pas explicitement mention. Le rapport américain sur les explosifs japonais du 15 août 1945 ne signale qu'une mort accidentelle à la suite d'une mauvaise manipulation de lunge mine ; ceux sur les pertes en chars à Okinawa mettent en cause uniquement les mines, canons antichar, artillerie, et attaques avec mines magnétiques ou charges satchel. D'autres études redoutent l'usage d'armes antichar improvisées, dont les mines lunge, en cas d'invasion du Japon. Il était prévu en effet d'armer le Corps combattants des citoyens patriotiques de lances de bambou, éventuellement améliorées par une charge creuse.

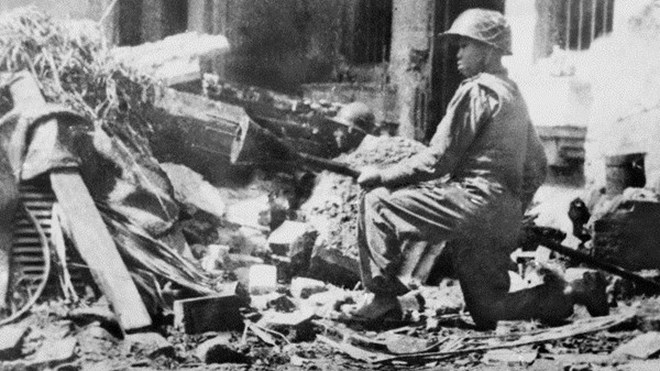
Cliché d'un combattant vietnamien tenant l'arme, en décembre 1946.

Il demeure difficile de faire la part entre les mentions d'attaques individuelles à l'aide de charges classiques et celles accomplies avec une mine lunge. Malgré tout, elle a engendré bien plus de craintes et de fantasmes que de réelles pertes militaires.
Elle semble après-guerre avoir été récupérée (au moins un engin), mais sans doute non fabriquée, par les forces viêt-minh qui l'auraient utilisée lors des combats pour Hanoï en décembre 1946, selon le Musée d'Histoire militaire du Vietnam (en). Celui-ci présente en diorama un exemplaire de mine lunge, un cliché et une statue l'illustrant.
Lors de la guerre du Viêt Nam, des unités de sapeurs viet-cong ont aussi utilisé des charges-suicide, certaines à usage antipersonnel au bout de perches de bambou et surnommées pole mine (« mine-perche ») par les américains.

## Mines humaines et autres antichar artisanaux
À côté de nombreuses mines passives improvisées et « mines tortues » magnétiques Type 99 (en), l'Armée japonaise préconise de placer des mines sous les chenilles des blindés ennemis en les poussant à l'aide de perches à leur passage, imitant en cela une tactique allemande élaborée dès 1942,. Trop aléatoires, une autre méthode plus radicale consistera en un volontaire portant sur son dos une charge explosive allant jusqu'à 9 kg, : lors de l'approche d'un char ennemi, le soldat-kamikaze se précipite sous l'engin entre les chenilles et actionne le détonateur ; le faible blindage du plancher ne peut empêcher la destruction. Cette technique semble avoir connu quelques succès, en particulier en Birmanie,.
Similaire à la lunge mine et semblable là encore à des théories allemandes, la hook charge (traduction : charge à crochet) se compose d'une perche de bambou (voire d'une simple corde à lancer) dotée d'une charge explosive (pole charge) et de deux crochets (hook) en métal : le volontaire tente de suspendre l'explosif au canon ou à d'autres aspérités du blindé, il tire alors sur un cordon déclenchant le détonateur à retardement. Procédé considéré comme étant à priori moins létal lors de son usage, la réalité est que l'infanterie ennemie et les armes de bord n'offrent que peu de chances de survie à son utilisateur,.

## Sources et liens
- (en) New weapons for jap tank hunters, US. Army Intelligence Bulletin, mars 1945 traduction :[2]. Le rapport mentionne ensuite la Hook charge.
- (en) World War II Infantry anti-tank tactics, Gordon L. Rottman, Osprey Elite 124, 2005 (p. 56) ;  (ISBN 978-1841768427), lire en ligne
- Les tactiques antichars japonaises ; Ligne de front no 59, janvier-février 2016.
- L'Uniforme et les armes des soldats de la guerre 1939-1945, tome 3, Liliane et Fred Funcken, Casterman, 1974 (p. 130-132) ;  (ISBN 978-2203143135)
- (en) Vidéo sur Youtube : Armes antitank japonaises de la Seconde Guerre Mondiale et lunge mine (8:15), avec mention d'un lien vers un forum comportant des informations et des photos.
- (en) Autre vidéo sur les « armes-suicides AT lunge mine ».
- (en) Suicide Squads: Axis and Allied Special Attack Weapons of World War II: their Development and their Missions, Richard O'Neill, Salamander Books, 1981,  (ISBN 0 861 01098 1)
- [PDF] Armes antichar de la Seconde Guerre Mondiale, pénétrations et performances (2016).
- (en) Japanese tank and antitank warfare, War department, Washington D, 1er août 1945, lire en ligne
- (en) The « human » AT mine, War department, Intelligence bulletin, 11 juillet 1945, lire en ligne

## Représentations actuelles
- Le nom anglais de l'arme et sa représentation sont utilisés par la startup vietnamienne d'applications de jeux Lunge Mine game studios.
- Le jeu vidéo Medal of honor : Rising sun représente la mine lunge aux mains des adversaires japonais.
- Dans le jeu vidéo Battlefield V, depuis le chapitre 6 "into the jungle", il est possible pour les soldats de la classe assaut et de la classe soutien d'utiliser la mine lunge en tant que gadget antichar.
- Dans le jeu vidéo Enlisted, elle est aussi disponible en tant que mine antipersonnel.